# Vestre Stationsvej Station
Vestre Stationsvej Station er en letbanestation på Odense Letbane, beliggende på Vestre Stationsvej ved krydset med Kingosgade i Odense. Stationen åbnede sammen med letbanen 28. maj 2022.
Letbanen ligger generelt i græsbelægning på den sydlige side af Vestre Stationsvej. En undtagelse er dog stationen, der ligger ud for en parkeringsplads på den sydøstlige side mellem Krudthusgade og Kingosgade, hvor bebyggelsen er trukket lidt tilbage. Stationen som sådan består af to spor med hver sin sideliggende perron.
I området syd for stationen ligger der lave etageejendomme og andet boligbyggeri. Langs den nordlige side af Vestre Stationsvej er der erhvervsejendomme men med yderligere boligbyggeri bagved.

## Galleri
- Anlægsarbejder i juli 2020.

Vestre Stationsvej
| Foregående station         |  | Odense Letbane                       |  | Efterfølgende station    |
| -------------------------- |  | ------------------------------------ |  | ------------------------ |
| Vesterbro mod Tarup Center |  | Tarup Center - Hjallese fra maj 2022 |  | Kongensgade mod Hjallese |